# مايكل باول
مايكل باول (بالإنجليزية: Michael Powell)‏ (1905 - 1990) مخرج سينمائي إنجليزي. يعتبر من أبرز المخرجين البريطانيين على الإطلاق. امتازت أفلامه بالابتكار والتصوير المبهر. قدم أبرز أفلامه في الأربعينات بالمشاركة مع الكاتب والمخرج المجري «إمرك برسبرجر».

## حياته
تخرج باول من جامعة بلندن عام 1921. عمل في بداياته كاتبا مشاركا في أفلام ألفرد هيتشكوك بداية عصر السينما الناطقة. أخرج قدم أول أفلامه كمخرج «ساعتان صاخبتان» عام 1931. في الثلاثينات أخرج حوالي 20 فيلما من الدرجة الثانية. ثم عمل لدى المنتج المجري «ألكسندر كردا» وقدم أفلاما منها لص بغداد (1940).
وهناك تعرف على السينارست المجري الأصل «إمرك برسبرجر» الذي عمل معه أول مرة في فيلم «الجاسوس الأسود» (1939)، ثم في فيلمين ناجحين «تهريب» عام 1940 وفيلم الغزاة عام 1941 الذي رشح لجائزتي أوسكار. بعد ذلك استمرت شراكتهما الفنية فأسسا سنة 1942 شركة إنتاج «الرماة» حيث قدما من خلالها 14 فيلما تشاركا فيها الإنتاج والكتاب والإخراج. تميز إنتاج «الرماة» باستخدام الألوان البراقة والخيال والتصوير التجريبي. انفصل باول عن رفيقه عام 1957 وأخرج بضعة أفلام لم تلق النجاح برز منها الفيلم المثير للجدل «تجسس على توم» عام 1960.

## من أفلامه
- طائرة مفقودة (1942). تدور القصة في هولندا في الحرب العالمية الثانية.
- حكايات هوفمان (1951). مقتبس عن أوبرا لجاك أوفنباخ.
- معركة ريفر بليت (1956). عن معركة نهر لابلاتا.

من قائمة جمعية الأفلام البريطانية لأفضل 100 فيلم بريطاني:
- حياة وموت الكولونيل بلمب (1943). فيلم رومانسي حربي.
- مسألة حياة أو موت (1946). فيلم فنتازيا.

## روابط خارجية
- مايكل باول على موقع IMDb (الإنجليزية)
- مايكل باول على موقع الموسوعة البريطانية (الإنجليزية)
- مايكل باول على موقع ألو سيني (الفرنسية)
- مايكل باول على موقع تيرنر كلاسيك موفيز (الإنجليزية)
- مايكل باول على موقع أول موفي (الإنجليزية)
- مايكل باول على موقع قاعدة بيانات برودواي على الإنترنت (الإنجليزية)
- مايكل باول على موقع قاعدة بيانات الأفلام السويدية (السويدية)
- مايكل باول على موقع إن إن دي بي (الإنجليزية)
- مايكل باول على موقع قاعدة بيانات الفيلم (الإنجليزية)
- مايكل باول على موقع كينوبويسك (الروسية)